# クール・キャット (ルーニー・テューンズ)
クール・キャット（Cool Cat）は、アレックス・ロビーが作ったルーニー・テューンズのキャラクター。ワーナー・ブラザースの短編映画では最後のスターだった。

## 特徴
クールキャットは、おしゃれな緑色のベレー帽とスカーフを付けたベンガルトラである（ピンク・パンサーやスナッグル・パス（ライオンのレオ）ともデザインがよく似ている）。ビートニクのスラングを話し、のんびりとしたティーンエイジャーのように振る舞うのが特徴。短編作品では、イギリス口調の頑固なハンター・リムファイア大佐との戦いがほとんどだった。シルベスター&トゥイーティー ミステリーでも登場している。

## 登場作品

### 短編映画
| 邦題                            | 原題             | 公開日         |
| ------------------------------- | ---------------- | -------------- |
| 邦題不明                        | Cool Cat         | 1967年10月14日 |
| お化けが出たぞー                | Big Game Haunt   | 1968年2月10日  |
| 邦題不明                        | Hippydrome Tiger | 1968年3月30日  |
| 邦題不明                        | 3 Ring Wing-Ding | 1968年8月24日  |
| ハチに刺されてスーパーヒーロー! | Bugged by a Bee  | 1969年7月26日  |
| 不明                            | Injun Trouble    | 1969年9月20日  |

### テレビ
- シルベスター&トゥイーティー ミステリー
- ルーニー・テューンズ・カートゥーンズ 「Happy Birthday Bugs Bunny!」

### 長編映画
- トゥイーティーのフライング・アドベンチャー 80日間世界一周大冒険

## 担当声優

### アメリカ
| 担当声優           | 担当年          | 担当作品                                                        |
| ------------------ | --------------- | --------------------------------------------------------------- |
| ラリー・ストーチ   | 1967年 - 1969年 | #短編映画                                                       |
| ジョー・アラスカイ | 1996年          | シルベスター&トゥイーティー ミステリー                          |
| ジム・カミングス   | 1999年          | トゥイーティーのフライング・アドベンチャー 80日間世界一周大冒険 |

### 日本
| 担当声優 | 担当作品                                                        |
| -------- | --------------------------------------------------------------- |
| 不明     | バッグス・バニーのぶっちぎりステージ                            |
| 不明     | シルベスター&トゥイーティー ミステリー                          |
| 石井康嗣 | トゥイーティーのフライング・アドベンチャー 80日間世界一周大冒険 |